# سيفا إس. باندا
سيفا إس. باندا (بالإنجليزية: Siva S. Banda)‏ هو مهندس فضاء جوي أمريكي، ولد في 1951 في فيجاياوادا في الهند.